# San Martín de Hoyos
San Martín de Hoyos es una localidad del municipio de Valdeolea (Cantabria, España). La localidad se encuentra a 1.060 m s. n. m., y a 13,5 km de la capital municipal, Mataporquera, en el alto del Bardal. En el año 2024 contaba con una población de 8 habitantes (INE).

## Paisaje y naturaleza
San Martín de Hoyos se sitúa a más de mil metros de altitud en una zona de lomas y colladíos desde donde se tiene un dominio absoluto de la zona norte de Valdeolea y de su entrante natural por el alto del bardal. También es lugar privilegiado para controlar la zona de oteros que se suceden por tierras de Campoo de En medio hacia el vallejo del Marlantes y el alto de Pozazal.

## Patrimonio histórico
San Martín de Hoyos cuenta con dos monumentos declarados bien de Interés Cultural: su iglesia románica y la torre medieval.

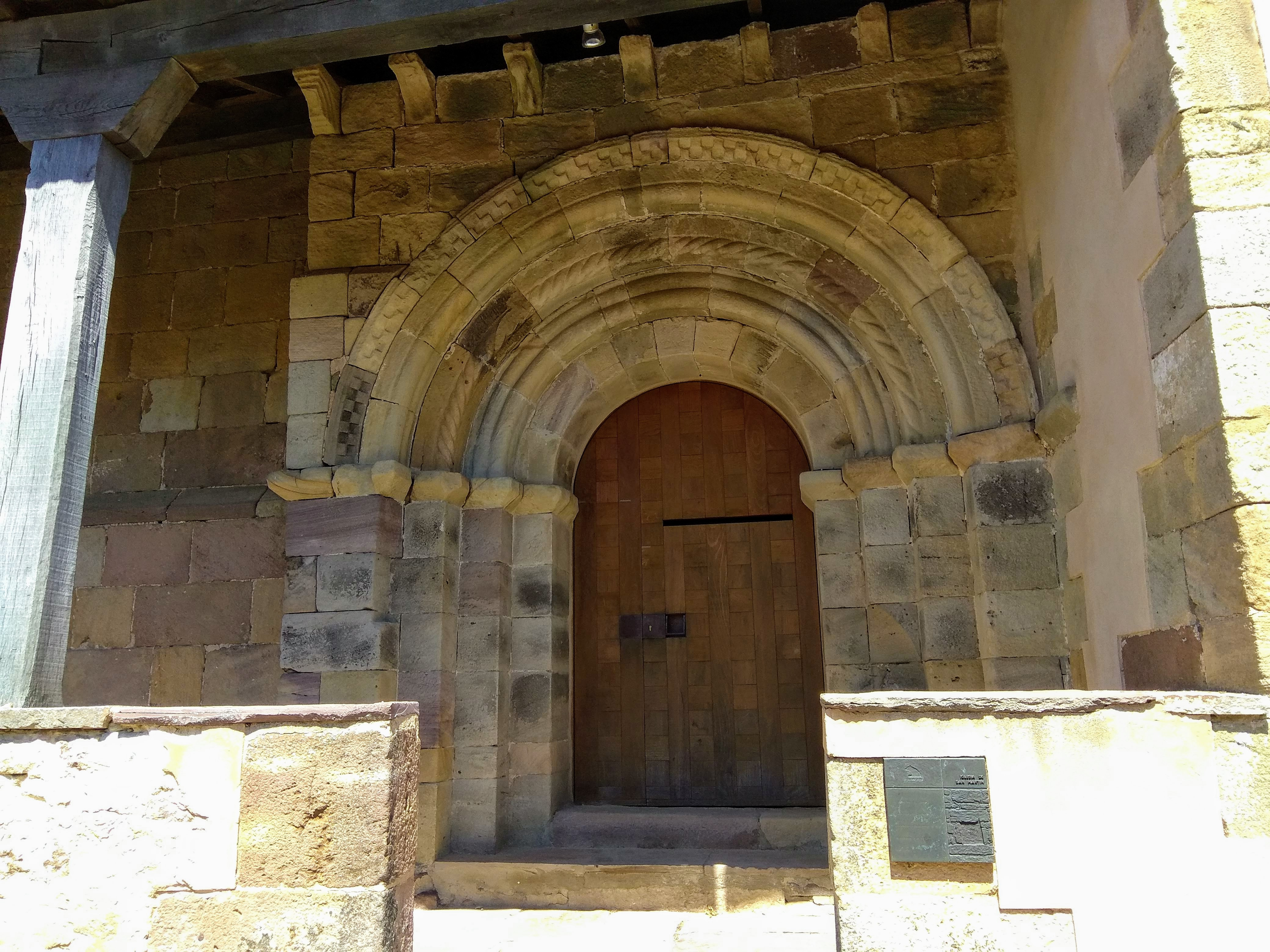
Portada abocinada con arquivoltas de roscas de la iglesia de San Martín de Hoyos

Desde el año 1982 lleva esta figura de protección la iglesia románica de San Martín. Sus dimensiones no son muy grandes, acordes con el ámbito rural en el que se edifica allá por las décadas finales del siglo XII. Cuenta con una nave más bien estrecha, ábside semicircular y espadaña a los pies, que se amplía ya a finales de la misma centuria o a principios de la siguiente con dos pequeñas dependencias laterales a modo de falso crucero. La fábrica románica es palpable en el ábside, con su bóveda de horno tras el presbiterio, que al exterior se decora tan solo con una imposta de billetes casi a la altura de los canecillos (iconográficos algunos de ellos, con representaciones animalísticas en su mayoría). Representativa también del estilo es la portada abocinada con arquivoltas de roscas, una de ellas con sogueado y guardapolvos que repite el motivo de billetes.

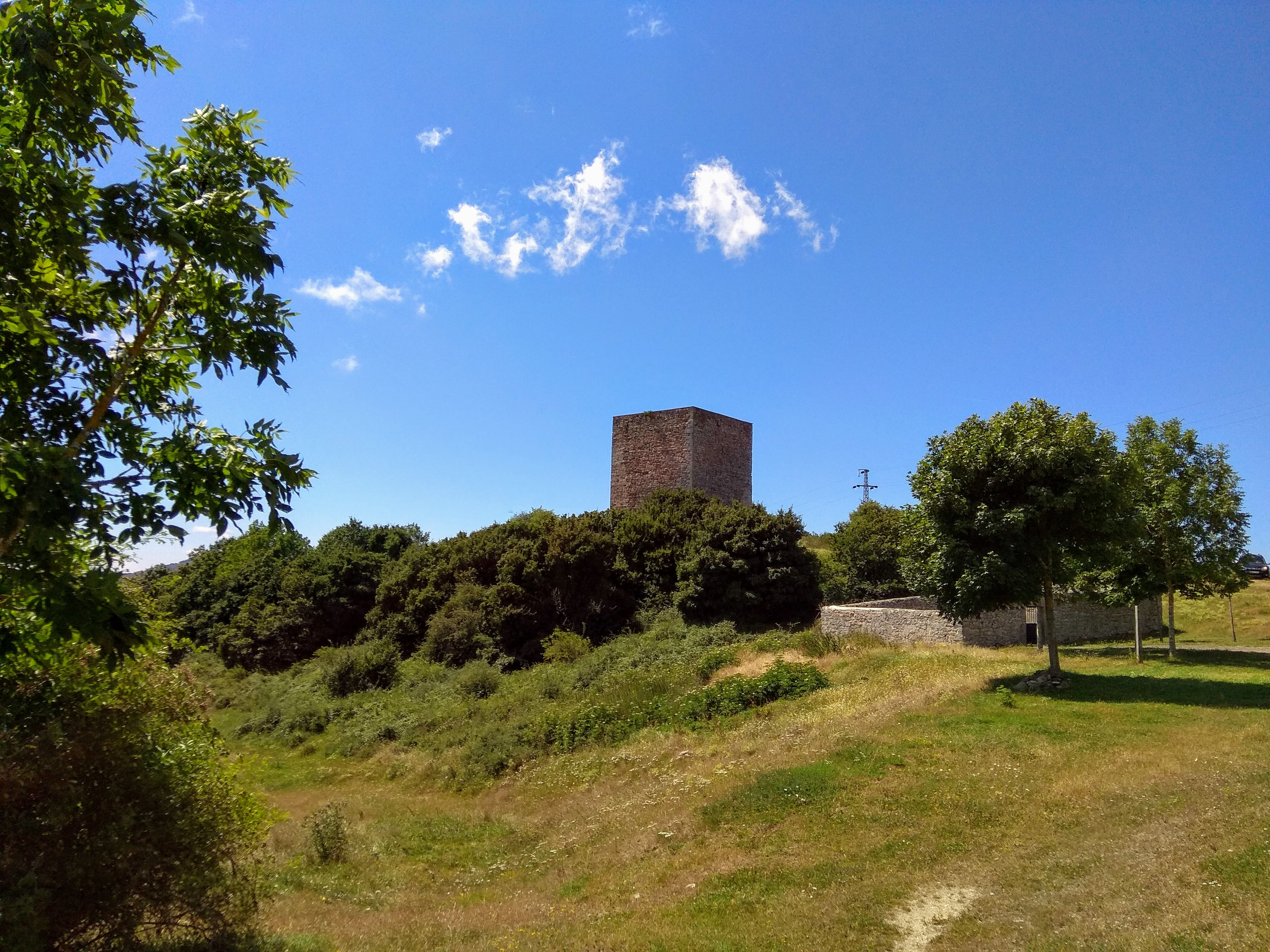
Panorámica de la torre medieval de San Martín de Hoyos. A los pies el cementerio de la localidad.

Más reciente es la declaración de Monumento Protegido para torre medieval de San Martín de Hoyos que se sitúa un poco apartada hacia el oeste, junto al cementerio. Se construyó posiblemente avanzado el siglo XIV con una función de vigía y control del paso hacia Campoo, que en nada extraña a juzgar de su estratégica ubicación. Consta de un volumen cúbico único, con predominio absoluto del muro, que es de aparejo de mampostería, al que se abren la portada en el lado este, una aspillera en el norte y ventanas de mayor desarrollo al sur y a poniente, con características ojivales en el apuntamiento de los arcos y en la distribución interna del espacio. Su estado de conservación no es todo lo deseable que cabría esperar, haciéndose necesarias tareas de consolidación y protección que detengan el amenazante desplome.